# ريكارد سانشيز
ريكارد سانشيز (بالإسبانية: Ricard Sánchez) هو لاعب كرة قدم إسباني في مركز الدفاع، ولد في 22 فبراير 2000 في طركونة في إسبانيا. لعب مع أتلتيكو مدريد ب.

## وصلات خارجية
- ريكارد سانشيز على موقع الاتحاد الأوربي (الإنجليزية)
- ريكارد سانشيز على موقع قاعدة بيانات كرة القدم.إي يو (الإنجليزية)
- ريكارد سانشيز على موقع Soccerway.com (الإنجليزية)
- ريكارد سانشيز على موقع عالم كرة القدم.نت (الإنجليزية)
- ريكارد سانشيز على موقع AS.com (الإسبانية)